# Redueña
Redueña é um município da Espanha na província e comunidade autónoma de Madrid, de área 12,87 km² com população de 263 habitantes (2007) e densidade populacional de 16,93 hab/km².

## Demografia
| Variação demográfica do município entre 1991 e 2004 | Variação demográfica do município entre 1991 e 2004 | Variação demográfica do município entre 1991 e 2004 | Variação demográfica do município entre 1991 e 2004 |
| --------------------------------------------------- | --------------------------------------------------- | --------------------------------------------------- | --------------------------------------------------- |
| 1991                                                | 1996                                                | 2001                                                | 2004                                                |
| 143                                                 | 163                                                 | 184                                                 | 221                                                 |